# Madeleine Bernstorff
Madeleine Bernstorff (geboren 1956 in München) ist eine deutsche Autorin, Filmhistorikerin und Filmkuratorin. Sie leitet seit 2025 als Doppelspitze mit Susannah Pollheim die Internationalen Kurzfilmtage Oberhausen und verantwortet in dieser Funktion die künstlerische Ausrichtung des weltweit ältesten Kurzfilmfestivals.

## Leben und Wirken
In München geboren und aufgewachsen, studierte Madeleine Bernstorff an der Ludwig-Maximilians-Universität München die Fächer Anglistik und Philosophie. 1982 bis 1983 studierte sie an der F&F-Schule für Kunst und Design in Zürich. Sie ist Absolventin der Akademie der Bildenden Künste München im Fach Medienkunst.
Sie kam nach Berlin und 1984 war sie Mitgründerin und bis 1988 Mitbetreiberin des Kino Sputnik in Berlin-Wedding und 1989 der feministischen Kinogruppe Blickpilotin, eines Vereins zur Förderung feministischer Filmbildungsarbeit, der von 1989 bis 2007 bestand.
Recherchebasierte und auch kollaborativen Projekte sind oft Ausgangslage für künstlerische, essayistische und aktivistische Arbeiten und Filmprogramme. Als Kuratorin und Autorin entwickelt sie Präsentationen und Texte zum Frühen Kino und der Suffragettenbewegung, zum antikolonialen Filmemacher René Vautier, Videoaktivismus bei Carole Roussopoulos oder zur Künstlerin Margaret Raspé, zu politischem Amateurfilm am Beispiel von Ella Bergmann-Michel und beschäftigt sich mit Kino der Avantgarden, des Widerstandes und von Migrantinnen und Migranten. 1995 wurden die Texte von Trinh T. Minh-ha in deutscher Übersetzung und weitere Materialien zu ihren Filmen und Gespräche von Madeleine Bernstorff und Hedwig Saxenhuber herausgegeben. Recherchen zu Reeducation und Filmpolitik in der französischen Besatzungszone und zu Transnationalem Lernen folgten. 2003 hat sie zusammen mit Jochen Becker und Sandra Schäfer das Filmfestival Kabul/Teheran 1979ff: Filmlandschaften, Städte unter Stress und Migration an der Volksbühne Berlin und im Filmkunsthaus Babylon kuratiert. 2008 war sie im Team der Ausstellung In the Desert of Modernity - The Exhibition im Haus der Kulturen der Welt Berlin und zeigte dort eine Serie von Filmen, die sie unter dem Titel Small Paths, Complex Stories/ Kleine Pfade, verschränkte Geschichten mit Brigitta Kuster zusammenstellte. Von 2011 bis 2013 hatte sie ein Projekt im Arsenal unter dem Titel Living Archive – Archivarbeit als künstlerische und kuratorische Praxis der Gegenwart im Arsenal – Institut für Film und Videokunst.
Sie veröffentlichte Essays, Aufsätze und Vorträge zum Thema Film, über frühen Videoaktivismus, zu Frauen- und Migrantinnenfilmen, über Filmautorinnen. Von 1993 bis 1996 gab sie mit Elke aus dem Moore das Fanzine miesmuschel heraus. Gelegentlich arbeitet sie filmisch für kleinere Formate und Formen.
Bernstorff publizierte zahlreiche Filmkritiken, u. a. für Die Tageszeitung, Der Freitag, Tagesspiegel, Jungle World, Frauen und Film, mute und kolik film.
Madeleine Bernstorff lehrt und kuratiert im In- und Ausland, unter anderem an der Universität der Künste Berlin, der Akademie der Bildenden Künste Wien, der Royal Art Academy Copenhagen, der Hochschule für Film und Fernsehen Babelsberg, der Freien Universität Berlin u. a. An der Robert-Schumann-Musikhochschule Düsseldorf unterrichtet sie im Masterstudiengang das Fach Dokumentarische Formen.
Als Kuratorin hat sie Filmreihen von Festivals, zum Beispiel im Zeughauskino Berlin, im mumok Wien, bei den Internationalen Kurzfilmtagen Oberhausen, beim Filmfestival Cottbus und anderen, verantwortet.
Zudem gehörte sie diversen Auswahlkommissionen und Jurys an. Ab 2000 gehörte sie zur Wettbewerbs-Auswahlkommission Internationaler und deutscher Wettbewerb der Internationalen Kurzfilmtage Oberhausen.
Seit 2025 ist sie gemeinsam mit Susannah Pollheim Leiterin der Internationalen Kurzfilmtage Oberhausen und verantwortet die künstlerische Ausrichtung des weltweit ältesten Kurzfilmfestivals.
Bernstorff lebt in Berlin und Oberhausen.

## Mitgliedschaften und Ehrenämter
Madeleine Bernstorff ist seit 1988 Mitglied im Verband der Filmarbeiterinnen. Sie war Mitbegründerin von Blickpilotin e.V. Zudem ist sie in der IG Medien (Verdi).

## Filmografie (Auswahl)
Gelegentlich arbeitet sie an Filmprojekten, an kleineren Formaten und Formen in verschiedenen Funktionen, wie Recherche, Idee, Aufnahmeleitung, Ton, Kamera oder Regie.
- 1985: Klischee - Lesben im Film. Video, 105', Maria Schmidt, Madeleine Bernstorff, Claudia Richarz, Birgit Durbahn, Produktion Bildwechsel, Hamburg
- 1987: Kopierersektor. Video, 10’, mit Birgit Durbahn, bildwechsel Hamburg
- 1989: Wie mögen Sie das, was Sie haben?, Videobrief zum 10. Geburtstag Verband der Filmarbeiterinnen e. V.
- 1990: Berlin, Bahnhof Friedrichstraße. (Aufnahmeleitung, Set-Fotos) Regie: Konstanze Binder, Lilly Grote, Ulrike Herdin, Julia Kunert.
- 1990: Das kleine Objekt a. Ausstattung - Regie: Angelika Levi
- 1990: Dynamo. Ausstattung - Regie: Thomas Schunke
- 1992: Oshilongo Shange. Mein Land. Ton - Regie: Lilly Grote und Julia Kunert
- 1992: Trailer Vergessene Zukunft. Mit Christian Philipp Müller
- 1992: Die Finsternis und ihr Eigentum. (Aufnahmeleitung) - Regie: Christian Frosch
- 1994: Pyjamafilm. Mit Elke aus dem Moore, Super 8 Film Installation, Doppelprojektion mit Musik
- 1994: UTV. (Beitrag mit Elke aus dem Moore), TV-Kunstprojekt von Stephan Dillemuth und Hans-Christian Dany
- 1995: Christopher Street Day 1995. S8, mit Elke aus dem Moore
- 1997: Zitronenfilm. Regie
- 1997: Walter Benjamins Passagenwerk. (Dramaturgie) Regie: Gamma Bak, arte
- 1998: Candan. Berlin Kreuzberg CSD 1998. Mit Elke aus dem Moore.
- 1998: Suffragetten. Videoprojekt für das Projekt ‚Frauensolidarität‘ von Ines Doujak
- 1998: Schreinerstraße. Super 8 Film
- 1999: Das Motiv eines Sommers
- 1999: Staat und Liebe. (Aufnahmeleitung) - Regie: Boris Schafgans
- 1999: Sonnenfinsternis. Super 8 Film, mit Boris Schafgans
- 2000: Dokumentation 25 Jahre Frauen und Film. Kamera: Christiane Büchner, Ton: Elke aus dem Moore
- 2003: Schaufenster Swidnicy.  DV Video
- 2003: Im Geschmack der Zeit. (Kamera) - Regie Christian Philipp Müller
- 2009/2010: Der Fanatismus der Suffragettes. (Regie) Schnitt: Angelika Levi
- 2016/2017 SPOTS - 23 audiovisuelle Mikrointerventionen zum Tribunal ‚NSU-Komplex auflösen!’. (Produktion) mit der Gruppe Spots

## Präsentationen in Ausstellungen
- 1992: Trailer Vergessene Zukunft gemeinsam mit Christian Philipp Müller, Kunstverein München.[9]
- 1997: Videobriefprojekt bei Frauensolidarität/Frauenbeziehungen, konzipiert und koordiniert von Ines Doujak[10], Steirischer Herbst Graz[11] und
- 2003: Video für die Ausstellung Im Geschmack der Zeit mit Christian Philipp Müller, Berlin[12], Basel[13]
- 2004: A political feeling- I hope so, Performance und Filmreihe mit Emma Hedditch, Cubitt Gallery London[14]
- 2005/06: Candan, Super 8 Film mit Elke aus dem Moore, Installation für Projekt Migration, Kölnischer Kunstverein[15]
- 2009: Bertha von Suttner Revisited, Kunst im öffentlichen Raum, Niederösterreich, Harmannsdorf[16]
- 2011: Iceploitation, Kunstverein Tromsø[17]

## Publikationen
- 1989: Frauen in Hosen / Hosenrollen im Film. mit Stefanie Hetze, Hg. Münchner Filmzentrum
- 1993–1996: miesmuschel - ein Fanzine, mit Elke aus dem Moore
- 1995: Trinh T. Minh-Ha - Filme, Texte, Gespräche, Hg. mit Hedwig Saxenhuber, München. Wien 1995, Texte von Trinh T. Minh-ha in deutscher Übersetzung
- 1997: ¡ eine Kontextualisierung feministischer Filmfestivals (Hg. FdK + Blickpilotin)
- 1998: Muriel Box, eine Studioregisseurin der 50er Jahre, Hg. M. Bernstorff für Blickpilotin
- 2006 Kabul, Teheran 1979ff: Filmlandschaften, Städte unter Stress und Migration, Sandra Schäfer, Jochen Becker und Madeleine Bernstorff (Hg.), metroZones 6, b_books, Berlin[18]
- Das Buch Kabul / Teheran 1979ff. Filmlandschaften, Städte unter Stress und Migration wurde 2010 als Spliced Histories. 64 años de cine afgano ins Spanische übersetzt.
- 2010: Spliced Histories. 64 años de cine afgano, Hg Sandra Schäfer, Jochen Becker, Madeleine Bernstorff, Karin Rebbert, Madrid
- 2011: fanzine ICEPLOITATION, zum gleichnamigen Projekt am Kunstverein und Kunstakademie Tromsø, Norwegen
- 2013: fanzine Caméra au poing. videoactivism by Carole Roussopoulos. mit Manuela Schininá, alphanova Galerie, Berlin 3/13
- 2014: Alle Tage wieder – let them swing! Zur Aktualität der Filme von Margaret Raspé. Heide Schlüpmann, Karola Gramann, Madeleine Bernstorff (Red.): Katalog. Frankfurt am Main/Berlin
- 2017: Transnationales Lernen[4] und Feminismen an der dffb[19], zur Geschichte der Deutschen Film- und Fernsehakademie Berlin 2018 erschien das Magazin Pape Mamadou Samb aka Papisto Boyüber den gleichnamigen senegalesischen Wandmaler Papisto Boy’s Art in Public / L’Art de Papisto Boy dans l’éspace public.

## Texte und Essays
- Chantal Akerman[20]
- Cécile Decugis, Harun Farocki[21]
- Bodil Furu[22]
- Milena Gierke[23]
- Friedl vom Gröller/Kubelka[24]
- Angelika Levi[25]
- Nina Menke[26]
- Ruth Novaczek[27]
- Marion von Osten[28]
- Roee Rosen[29]
- Aykan Safoglu[30]
- Sandra Schäfer[31]
- Maya Schweizer, René Vautier[32]